# بيغ دادي كارلوس
بيغ دادي كارلوس (بالإنجليزية: Big Daddy Carlos)‏ هو دي جيه أمريكي، ولد في 20 سبتمبر 1968.